# Falles 2010

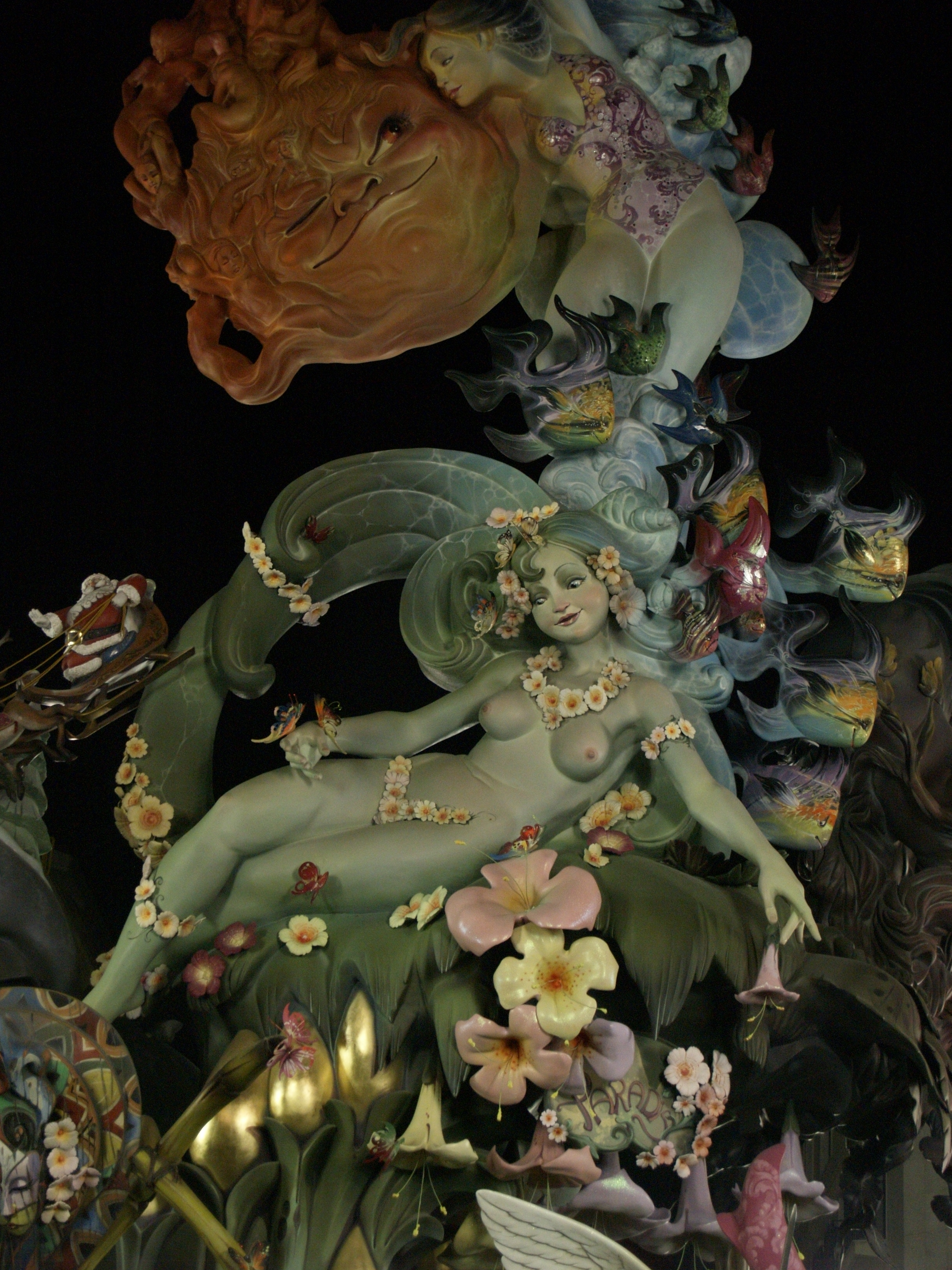
Convent Jerusalem va tornar a guanyar el primer premi després de 9 anys sense aconseguir-ho.

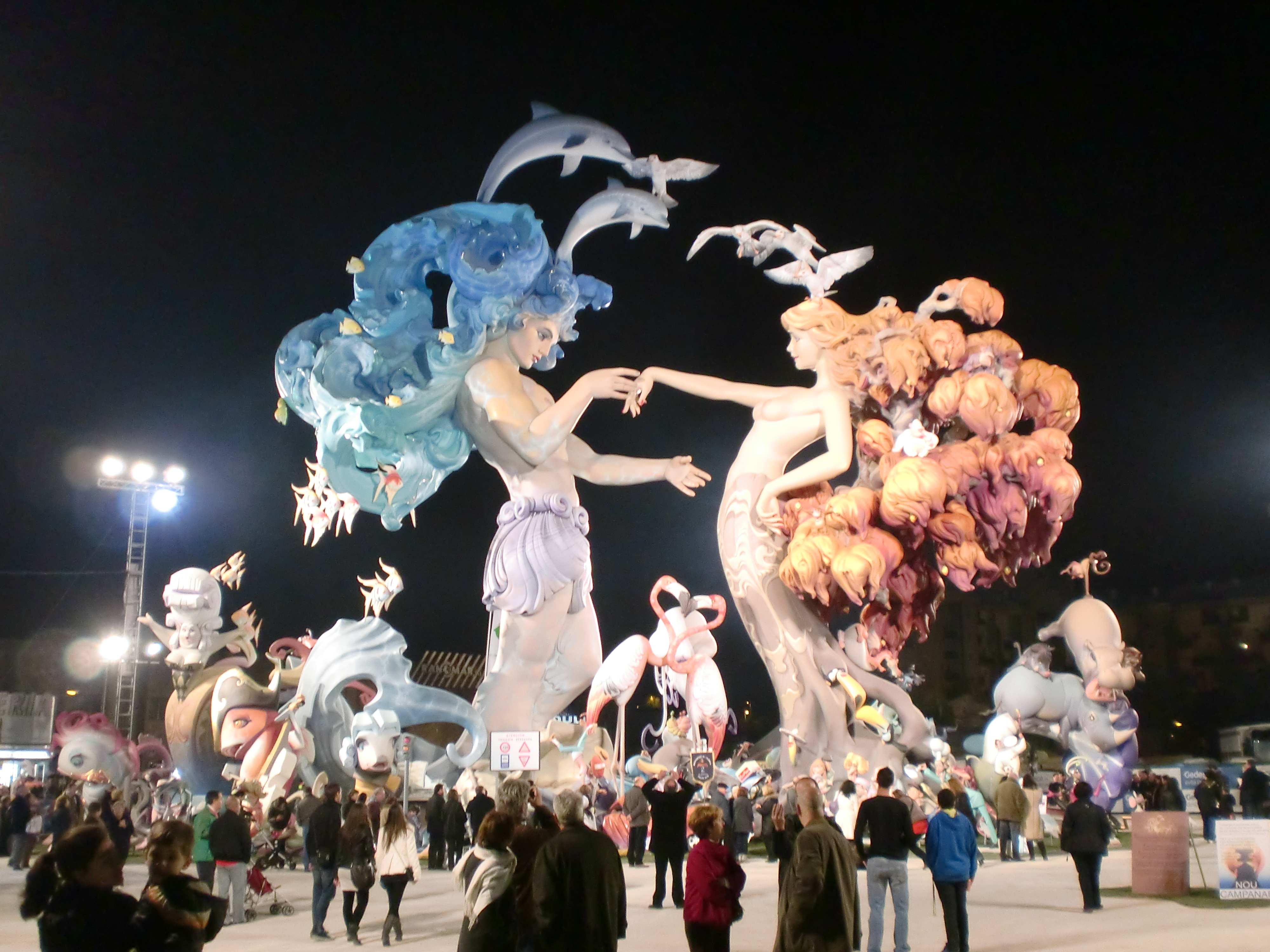
Nou Campanar va quedar en segona posició després de 6 anys consecutius guanyant el màxim guardó.

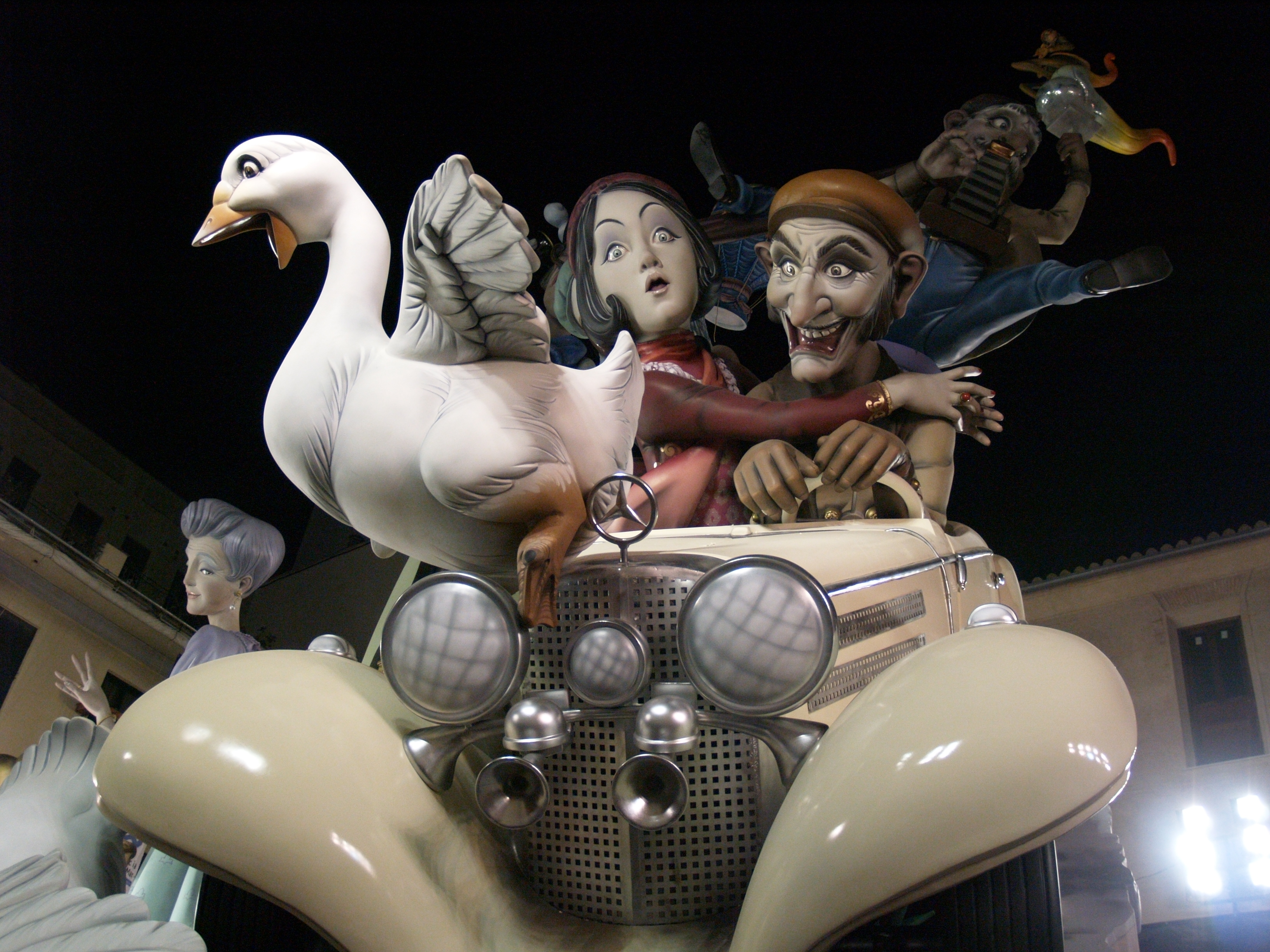
La històrica Falla del Pilar va rebre el sisé premi.

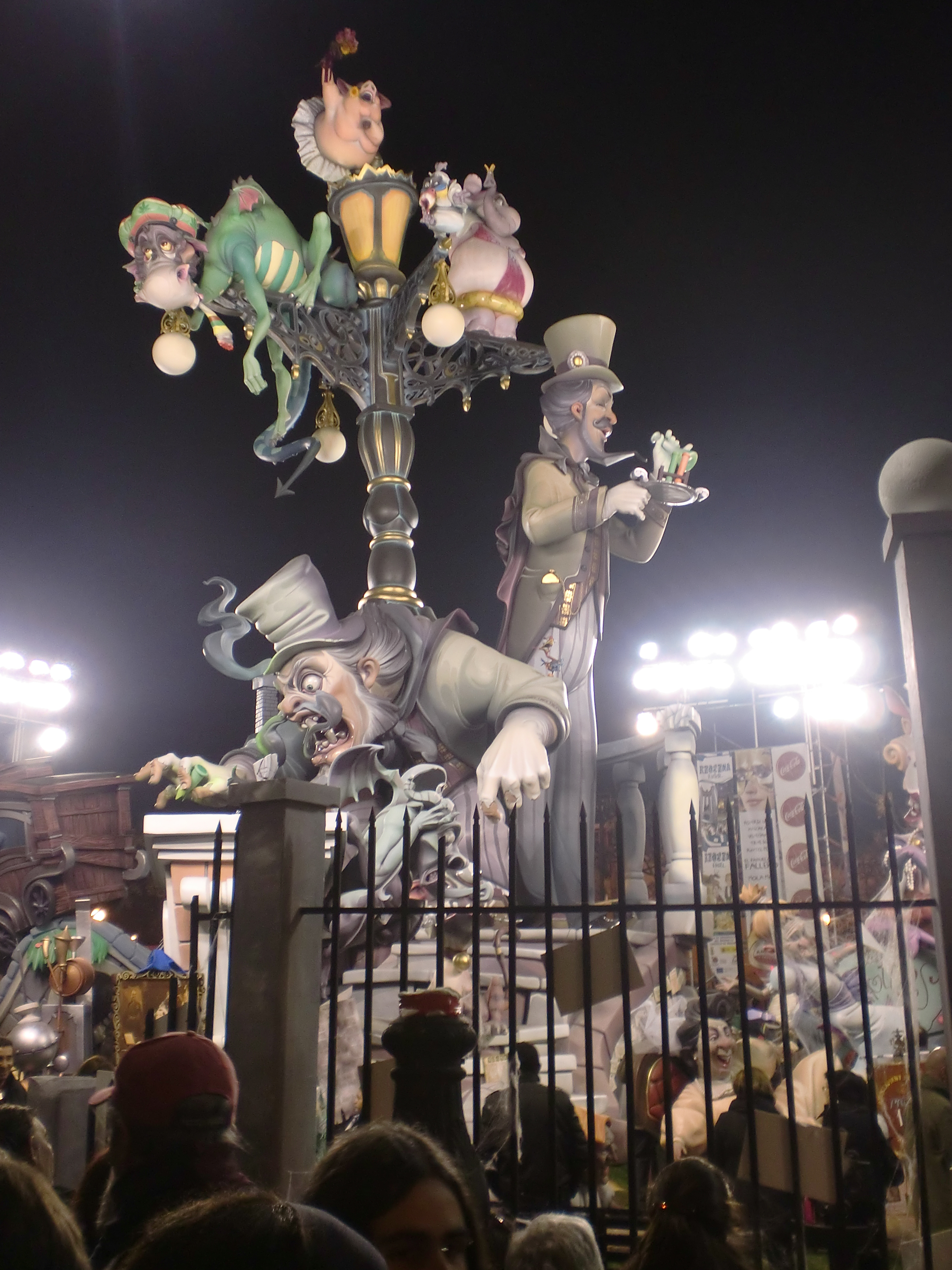
Tot i quedar en setena posició, Na Jordana va guanyar el premi a enginy i gràcia.

Llistat de premis de les Falles de València l'any 2010.

## Premis al monument a secció especial
| Premi     | Comissió                                                        |
| --------- | --------------------------------------------------------------- |
| 1r premi  | Falla 12 - Convent Jerusalem-Matemàtic Marçal                   |
| 2n premi  | Falla 378 - Pediatra Jorge Comín-Serra Calderona (Nou Campanar) |
| 3r premi  | Falla 14 - Almirall Cadarso-Comte d'Altea                       |
| 4t premi  | Falla 177 - Sueca-Literat Azorín                                |
| 5è premi  | Falla 112 - Malvarrosa-Ponz-Cavite                              |
| 6è premi  | Falla 34 - Plaça del Pilar                                      |
| 7è premi  | Falla 9 - Plaça de Na Jordana                                   |
| 8è premi  | Falla 187 - Regne de València-Duc de Calàbria                   |
| 9è premi  | Falla 22 - Exposició-Misser Mascó                               |
| 10è premi | Falla 28 - Cuba-Literat Azorín                                  |
| 11è premi | Falla 11 - Plaça de la Mercé                                    |
| 12è premi | Falla 197 - Monestir de Poblet-Aparicio Albiñana                |

### Premi d'enginy i gràcia
| Premi    | Comissió                                      |
| -------- | --------------------------------------------- |
| 1r premi | Falla 9 - Plaça de Na Jordana                 |
| 2n premi | Falla 12 - Convent Jerusalem-Matemàtic Marçal |
| 3r premi | Falla 187 - Regne de València-Duc de Calàbria |

### Ninot Indultat
Falla 22 - Exposició-Misser Mascó pel ninot "El paró de l'ofrena" de l'artista Fede Ferrer. L'indultat infantil, de la mateixa comissió, va ser Veus valencianes: cantaora i versaor de Joan S. Blanch.

## Premis al monument a secció Primera A
| Premi    | Comissió                                  |
| -------- | ----------------------------------------- |
| 1r premi | Falla 145 - Duc de Gaeta-Pobla de Farnals |